# Jakovlev Jak-28

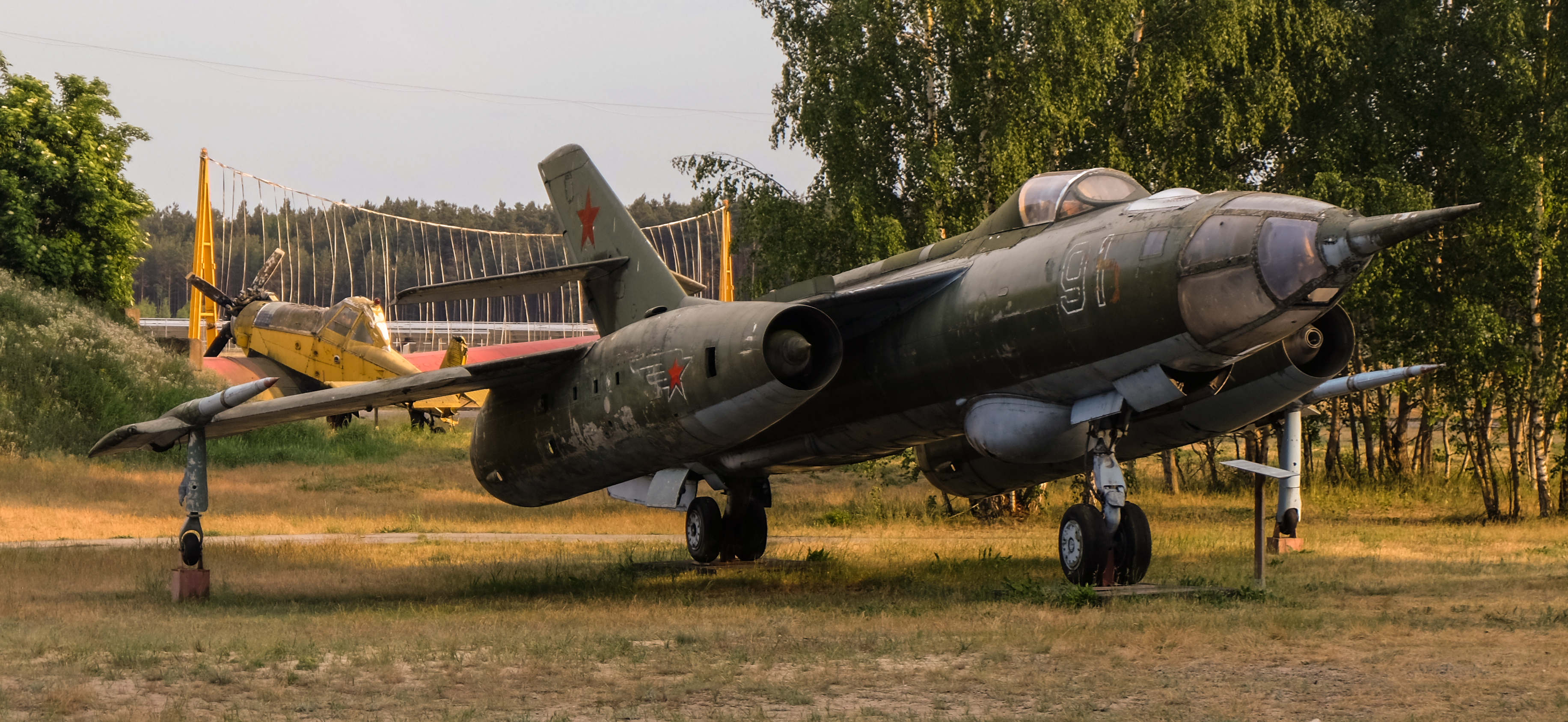
JAK-28R

Jakovlev Jak-28 (kód NATO "Brewer", "Firebar" a "Maestro") byl sovětský bojový letoun, který vznikl podle svého předchůdce Jaku-25, resp. Jaku-26 - bombardovací verze. První prototyp stroje vzlétl 5. března 1958. Byly postupně vyrobeny tři prototypy, z nichž poslední odpovídal sériovému stroji. Stroj se začal vyrábět roku 1960, přičemž bylo vyrobeno několik verzí, včetně stíhacího stroje Jak-28P Firebar.

## Vývoj
Západ se s Jakem-28 poprvé seznámil na letecké přehlídce v Tušinu roku 1961. Západní analytici se zpočátku domnívali, že jde spíše o stíhací než útočný letoun – a pokračování Jaku-25M – a dostal označení „Flashlight". Poté, co byla rozpoznána jeho skutečná role, byla série bombardérů Jak-28 přejmenována na „Brewer“.
Jak-28 byl středoplošník s velkým křídlem o šípovitosti 45 stupňů. Vodorovné ocasní plochy byly vetknuty do poloviny svislé plochy (s výřezy umožňujícími pohyb kormidla). Na náběžné hrany byly namontovány sloty a na odtokové hrany křídel byly namontovány štěrbinové klapky. Dva proudové motory Tumanskij R-11, zpočátku každý o tahu 57 kN (12 795 lbf), byly zavěšeny v gondolách, podobně jako u předchůdce Jaku-25. Motory namontované na křídle a hlavní jednostopý podvozek (doplněný podpěrnými koly v aerodynamických krytech u konců křídel) umožňovaly použití většiny prostoru trupu na palivové nádrže a vybavení. Byl primárně podzvukový, ačkoli ve velké výšce mohl překročit Mach 1.
Celková produkce všech Jaků-28 dosáhla 1180 ks.

## Služba
Letoun je možná nejlépe známý pro hrdinské činy kapitána Borise Kapustina a poručíka Jurije Janova poté, co letoun Jak-28, který pilotovali, utrpěl 6. dubna 1966 fatální poruchu motoru. Dostali rozkaz odklonit se a pokusit se o přistání v sovětské zóně Německa, ale ztratili kontrolu nad letounem a zabloudili do vzdušného prostoru Západního Berlína. Posádce se podařilo vyhnout sídlišti, ale spadli do jezera Stößensee, aniž by se katapultovali. Jejich těla spolu s troskami vytáhli z jezera potápěči Královského námořnictva (přiletěli z Portsmouthu) a specialisté na záchranu, kteří z letadla také získali důležitý přísně tajný materiál včetně motorů, které byly převezeny na základnu Gatow ke kontrole RAF a americkými inženýry. Těla obou pilotů byla vrácena do SSSR s plnými vojenskými poctami od příslušníků sovětské i britské ozbrojené služby a oba byli posmrtně vyznamenáni Řádem rudého praporu. První motor byl opraven 18. dubna 1966 a druhý o týden později; oba motory byly vráceny SSSR 2. května 1966.
Jak-28P byl stažen ze služby na počátku 80. let, ale cvičné a další verze zůstaly ve službě až do pádu Sovětského svazu. Létaly minimálně do roku 1992. Průzkumné letouny a letouny pro elektronický boj byly nakonec nahrazeny variantami Suchoj Su-24.

## Varianty
- Jak-28 Brewer-A - základní verze - vyrobeno 350 kusů
- Jak-28L Brewer-B - modernizovaná verze - vyrobeno 111 kusů
- Jak-28I Brewer-C - modernizovaná verze - vyrobeno 223 kusů
- Jak-28R Brewer-D - verze s průzkumným zařízením - vyrobeno 183 kusů
- Jak-28E Brewer-E - verze pro radioelektronický boj s elektronickým vybavením umístěným v pumovnici
- Jak-28P Firebar - přepadový stíhací letoun pro každé počasí - vyrobeno 435 kusů
- Jak-28U Maestro - cvičná verze - vyrobeno 183 kusů

## Specifikace (Jak-28P)

### Technické údaje
- Posádka: 2
- Rozpětí: 12,5 m
- Délka: 21,6 m
- Výška: 3,95 m
- Nosná plocha: 37,6 m²
- Hmotnost prázdného stroje: 15 000 kg
- Max. vzletová hmotnost: 20 000 kg
- Pohon: 2× proudový motor Tumanskij R-11
  - Tah motoru: 46 kN

### Výkony
- Maximální rychlost: 1 840 km/h
- Dostup: 16 750 m
- Dolet: 2 500 km
- Plošné zatížení: 531 kg/m²
- Pomět tah/hmotnost: 0.62

### Výzbroj
- 2 × střely vzduch-vzduch R-98M (AA-3 'Anab'), obvykle jedna R-98TM infračerveně naváděná a jedna R-98RM naváděná radarem
- 2 × střela K-13A (AA-2 'Atoll')